# Saint-Adrien
Saint-Adrien é uma comuna francesa na região administrativa da Bretanha, no departamento Côtes-d'Armor. Estende-se por uma área de 9,87 km². Em 2010 a comuna tinha 363 habitantes (densidade: 36,8 hab./km²).